# 香港聖公會教堂列表
 香港聖公會是普世聖公宗的一個教省，分為香港島、西九龍、東九龍三個教區和澳門傳道地區。除了特別標明的那些外，都是提供粵語崇拜的。

### 香港島教區

#### 香港島教區牧區
- 聖約翰座堂（粵語、普通話、菲律賓語及英語崇拜）
- 主誕堂
- 聖馬利亞堂
- 聖雅各堂
- 聖保羅堂
- 聖馬太堂
- 聖士提反堂
- 聖路加堂

#### 香港島教區傳道區
- 聖提摩太堂
- 聖恩堂
- 弘道堂
- 基督榮光堂
- 愉景灣堂（聖約翰座堂附屬教堂，英語崇拜）
- 赤柱聖士提反堂（聖約翰座堂附屬教堂，英語崇拜）
- 以馬內利堂（聖約翰座堂附屬教堂，英語崇拜）

### 西九龍教區

#### 西九龍教區牧區
- 諸聖座堂
- 聖安德烈堂（英語及普通話崇拜）
- 聖多馬堂
- 基愛堂
- 聖馬提亞堂
- 青山聖彼得堂
- 荊冕堂
- 聖約瑟堂
- 聖腓力堂
- 基督顯現堂
- 聖安堂

#### 西九龍教區傳道區
- 聖安堂

### 東九龍教區

#### 東九龍教區牧區
- 聖三一座堂
- 基督堂（英語崇拜）
- 聖匠堂
- 牧愛堂
- 聖馬可堂
- 聖十架堂
- 聖巴拿巴堂
- 慈光堂
- 靈風堂
- 施洗聖約翰堂
- 聖提多堂
- 救主堂

#### 東九龍教區傳道區
- 聖提多堂
- 聖智堂
- 聖道堂
- 復活堂（聖安德烈堂附屬教堂，英語崇拜）
- 沙田堂（聖安德烈堂附屬教堂，英語崇拜）
- 基督顯光堂
- 聖奧古斯丁小堂

## 澳門傳道地區
- 澳門聖馬可堂
- 馬禮遜堂（英語崇拜）
- 澳門聖士提反堂
- 澳門聖保羅堂

## 外部連結
- 香港聖公會 （页面存档备份，存于）